# Elecciones estatales de Sajonia-Anhalt de 1994
Las Elecciones estatales de Sajonia-Anhalt de 1994 se celebraron el 26 de junio de 1994, con el propósito de elegir a los miembros del Landtag de Sajonia-Anhalt.

## Resultados
Los resultados fueron:
| Partido Político | Partido Político                    | Porcentaje | Escaños |
| ---------------- | ----------------------------------- | ---------- | ------- |
|                  | Unión Demócrata Cristiana           | 34.4       | 37      |
|                  | Partido Socialdemócrata de Alemania | 34.0       | 36      |
|                  | Partido del Socialismo Democrático  | 19,9       | 21      |
|                  | Alianza 90/Los Verdes               | 5.1        | 5       |
|                  | Partido Democrático Liberal         | 3.6        | 0       |
|                  | Otros                               | 3.0        | 0       |

## Post-elección
Esta elección fue una derrota amarga para la coalición negro-amarilla que había estado en el poder durante cuatro años. Por un lado, la Unión Demócrata Cristiana de Alemania (CDU) mantuvo su posición como la principal fuerza política recibiendo un escaño y 4.000 votos adicionales. Por otro, el Partido Democrático Liberal (FDP), tercera fuerza política regional antes de la elección, perdió su representación en el Landtag. Esta derrota hizo que la izquierda, con el fuerte aumento del Partido Social Demócrata de Alemania (SPD) y el Partido del Socialismo Democrático (PDS), recibiera 16 escaños extra, mientras que Alianza 90/Los Verdes salvó por poco su representación en el Parlamento regional.
Como resultado, el socialdemócrata Reinhard Höppner estableció una coalición SPD-PDS-Verdes y fue investido Ministro Presidente alrededor de un mes más tarde.